# Inwazja w Zatoce Świń

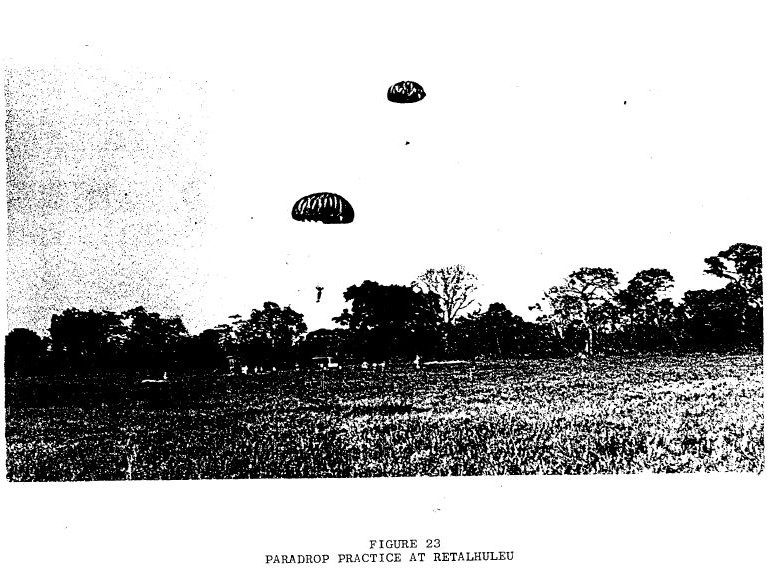
Kubańscy emigranci współpracujący z CIA ćwiczą skoki spadochronowe przed inwazją w Zatoce Świń

Inwazja w Zatoce Świń, bitwa pod Girón (ang. Bay of Pigs Invasion; hiszp. la batalla de Girón lub Playa Girón) – nieudana inwazja kubańskich emigrantów wspieranych przez amerykańskich najemników i lotnictwo na Kubę, która miała miejsce w dniach 17–19 kwietnia 1961 roku. Celem operacji przygotowanej przez Centralną Agencję Wywiadowczą było obalenie rządu Fidela Castro i przywrócenie reżimu Fulgencio Batisty, zależnego od USA. Plan polegał na utworzeniu tymczasowego rządu kubańskiego, który miał się zwrócić do amerykańskich władz o pomoc militarną w obaleniu rządu Castro na rzecz Batisty. Było to konieczne, ponieważ w konstytucji kubańskiej widniał zapis, wedle którego obce wojska mogą interweniować na terytorium Kuby tylko w uzasadnionych sytuacjach i na prośbę jej rządu, a władze USA chciały uniknąć krytyki opinii publicznej.
Inwazja oznaczona kryptonimem Operacja PLUTO rozpoczęła się 17 kwietnia 1961 roku desantem w Zatoce Świń, w czasie prezydentury Johna F. Kennedy’ego. Kubańskie siły zbrojne zwyciężyły, niszcząc siły inwazyjne w ciągu trzech dni. Zdobyto spore zapasy amunicji i sprzętu amerykańskiego, a wielu amerykańskich najemników dostało się do niewoli. Zwalnianie jeńców wziętych do niewoli Kuba rozpoczęła w grudniu 1962 roku, w zamian za żywność i leki o wartości 53 milionów dolarów.

## Tło polityczne
Konflikt pomiędzy rządem Fidela Castro a Stanami Zjednoczonymi wybuchł, kiedy Castro przeprowadził reformę rolną i wywłaszczył obcy kapitał (przede wszystkim firm amerykańskich). Spór doprowadził do zerwania stosunków dyplomatycznych i wywarł silny wpływ na kraje Ameryki Łacińskiej. Jednym z celów amerykańskiej dyplomacji  było izolowanie Kuby na kontynencie oraz niedopuszczenie do podobnej rewolucji w innych częściach Ameryki Łacińskiej. Drugorzędnym celem była chęć zaangażowania Organizacji Państw Amerykańskich (OPA) w działania mające doprowadzić do upadku Castro. Państwa członkowskie OPA miały solidarnie zerwać stosunki dyplomatyczne i gospodarcze z Kubą. Działania te miały również na celu silniejsze zaangażowanie OPA w zwalczanie komunizmu na półkuli zachodniej. Jednak przez brak wystarczającego poparcia ze strony OPA, która starała się nie zaogniać konfliktu (będąca pod presją Kuba mogłaby jeszcze bardziej zbliżyć się do ZSRR), oraz pogarszanie się stosunków z Kubą, Stany Zjednoczone postanowiły podjąć bardziej radykalne działania.
16 marca 1960, Eisenhower upoważnił Centralną Agencję Wywiadowczą do przygotowania planu rozwiązania problemu kubańskiego przy pomocy tajnej operacji. Przedstawiony wkrótce przez CIA plan obejmował wyposażenie, szkolenie i desant kubańskich uchodźców na Kubę. Wcześniej, w 1950 Agencja pomogła filipińskiemu politykowi, Ramonowi Magsaysayowi pokonać komunistycznych partyzantów, a w 1953 obaliła rząd Mohammada Mossadeka w Iranie (operacja AJAX). Rok później odsunęła od władzy prezydenta Gwatemali, Jacobo Arbenza (operacja PBSUCCESS), który znacjonalizował plantacje bananowe należące do United Fruit Company.
Plan (o kryptonimie operacja „Pluto”), opracowany na podstawie wcześniejszej operacji gwatemalskiej, nadzorował zastępca dyrektora CIA do spraw planowania, Richard Mervin Bissell Jr. Dyrektor CIA, Allen Dulles, nadał akcji absolutny priorytet.
Pierwotny plan CIA zakładał dokonanie inwazji na Kubę od wysadzenia desantu w rejonie miasta Trinidad, leżącego około 270 km na południowy wschód od Hawany. W czasie zatwierdzania planu Kennedy zanegował wybór miejsca, dlatego planiści CIA jako miejsce desantu wyznaczyli Zatokę Świń, leżącą 160 km na zachód od Trynidadu. Prezydent Kennedy wyraził zgodę na inwazję, ale nalegał aby zminimalizowować w niej udział Stanów Zjednoczonych.
Na korzyść przeprowadzenia inwazji w Trynidadzie przemawiały posiadanie przez miasto odpowiedniego portu oraz pobliskie góry, gdzie działalność prowadziły antycastrowskie grupy rebeliantów. Jedyne połączenie z resztą kraju prowadziło przez rzekę i miało być zablokowane po wysadzeniu mostów. Znajdujące się w pobliżu lotnisko umożliwiało przetransportowanie w rejon przychylnego dla USA rządu oraz szybki przerzut broni i zaopatrzenia dla walczących oddziałów. Wraz z rozpoczęciem desantu bombowce miały zniszczyć na ziemi lotnictwo Kuby, by następnie bez przeszkód wspierać działania lądowe. Po opanowaniu rejonu inwazji Stany Zjednoczone miały uznać prowizoryczny rząd w Trynidadzie za oficjalne władze Kuby, a sam tymczasowy rząd miał zwrócić się do USA o pomoc, która jednak nie obejmowałaby interwencji zbrojnej. Miał to być wstęp do ogólnonarodowego powstania, popartego przez zbuntowane oddziały armii rządowej, które doprowadziłoby do obalenia rządów Castro.
W wypadku porażki ocalałe oddziały znalazłyby schronienie w pobliskich górach, gdzie mogły prowadzić walkę partyzancką.
CIA zaproponowała później alternatywne miejsca inwazji. 11 marca 1961 prezydent Kennedy oraz jego gabinet wybrali spośród zaproponowanych miejsc Zatokę Świń. Na korzyść przeprowadzenia w tym miejscu inwazji przemawiały bliskość lotniska, odpowiedniego dla bombowców B-26, oraz w przeciwieństwie do lądowania w Trynidadzie, które zostało uznane przez prezydenta za „zbyt spektakularne”, zatoka umożliwiała „ciche” lądowanie. To „ciche” lądowanie miało utrudnić powiązanie rządu USA z wydarzeniami na Kubie. Nowe miejsce inwazji przyjęte w dużym stopniu z powodów politycznych było pułapką dla lądujących oddziałów, które w przypadku porażki nie mogły podjąć działań partyzanckich. Otaczające Zatokę Świń bagna nie dawały dostatecznej osłony, a najbliższe łańcuchy górskie znajdowały się zbyt daleko, by istniała realna szansa na przedarcie się w bardziej dogodny teren. Znaczący w tym kontekście wydaje się raport Połączonego Komitetu Szefów Sztabów, uznający plan „Trinidad” za lepszy.
Miejsce inwazji zostało wyznaczone na plaże sąsiadujące z Zatoką Świń. Wyładunki miały się odbyć na plażach Playa Girón (Blue Beach), Playa Larga (Red Beach) i Caleta Buena Inlet (Green Beach).
W marcu 1961 CIA pomogła kubańskim imigrantom w Miami stworzyć Kubańską Radę Rewolucyjną (CRC), pod przewodnictwem José Miró Cardony, byłego premiera Kuby. Cardon został de facto przywódcą planowanego po inwazji rządu tymczasowego.

## Przygotowania do inwazji
W kwietniu 1960 CIA zaczęła werbować kubańskich imigrantów w Miami. Do lipca 1960 treningi oraz szkolenie były prowadzone na wyspie Useppa oraz w różnych innych obiektach leżących w południowej Florydzie, takich jak baza lotnicza Homestead. Specjalistyczne szkolenia odbywały się w Forcie Gulick i Clayton w Panamie. Z powodu coraz większej liczby rekrutów, CIA musiała stworzyć nową bazę treningową o kryptonimie JMTrax (Camp Trax), leżącą w pobliżu miasta Retalhuleu w Gwatemali. Obóz był zajmowany w listopadzie przez 400 rekrutów, do końca 1960 przez 500, aby ostatecznie rozrosnąć się do 1500. Według Bogusława Wołoszańskiego w inwazji uczestniczyło 1400 kubańskich kontrrewolucjonistów. Wyszkolona grupa imigrantów otrzymała kryptonim Brygada 2506 (Brigada Asalto 2506).
Szkoleniem zajmowali się amerykańscy doradcy wojskowi z Armii Stanów Zjednoczonych. Dowódcą brygady ze strony kubańskiej został podpułkownik José Pereza „Pepe” San Román, dawniej oficer w armii Batisty, później jeden z członków opozycji wobec Batisty. Wybór nowego dowódcy okazał się nie do przyjęcia dla części rekrutów. Niezadowolenie budziło podleganie amerykańskim wojskowym, a Román szkolony w Ameryce był kojarzony jako figurant na usługach Stanów Zjednoczonych. Wybuchające coraz to nowe spory wraz z nasilającymi się sporami politycznymi praktycznie uniemożliwiły kontynuowanie treningu. Dowodzący operacją ze strony USA postanowili 31 stycznia 1961 odesłać dwóch kubańskich oficerów o politycznym zacięciu. Reakcją na to było zgłoszenie rezygnacji przez 230 rekrutów, z których jednak większość pozostała w obozie po negocjacjach. 20 osób uznanych za prowokatorów aresztowano i przetrzymywano do zakończenia operacji.
Latem 1960 zostało zbudowane lotnisko (o nazwie kodowej JMMadd, Rayo Base) na plantacji Helvetia. Treningiem lotniczym Brygady 2506 zajmowały się załogi Powietrznej Gwardii Narodowej Stanów Zjednoczonych ze stanu Alabama (zob. John Patterson). Gwardia Narodowa zapewniła także obsługę naziemną lotniska. Siły lotnicze składały się z sześciu bombowców Douglas B-26 Invader o oznaczeniach FAG (Fuerza Aérea Guatemalteca – Gwatemalskie Siły Powietrzne). Kolejne 26 bombowców B-26 zostało pozyskanych z demobilu Armii USA. Około 20 z nich zostało przebudowanych specjalnie do operacji ofensywnych, przez usunięcie uzbrojenia obronnego, przy dodaniu stelaży pod skrzydłami dla rakiet itd.
Szkolenia spadochronowe odbywały się w bazie o nazwie kodowej „Garrapatenango”, leżącej w pobliżu Quetzaltenango w Gwatemali. Trening desantu morskiego miał miejsce na wyspie Vieques w Portoryko. Szkolenia czołgistów odbywały się w Forcie Knox, Kentucky i Benning w stanie Georgia. Działania podwodne i wywiadowcze były doskonalone w bazie Belle Chase, niedaleko Nowego Orleanu.
Samoloty transportowe Douglas C-54 podczas nocnych lotów dostarczały ludzi, zaopatrzenie oraz broń z Florydy. Samoloty Curtiss C-46 Commando były również wykorzystywane do transportu pomiędzy Retalhuleu a kolejną bazą CIA o nazwie JMTide (Happy Valley) w Puerto Cabezas w Nikaragui. 9 kwietnia 1961 Brygada 2506, wraz z personelem, statkami oraz samolotami rozpoczęła przebazowanie z Gwatemali do Puerto Cabezas w Nikaragui.
Przygotowania do operacji przybierały coraz większe rozmiary i utrzymanie jej w tajemnicy okazało się kłopotliwe. 30 października 1960 w gwatemalskiej gazecie La Hora opublikowano artykuł o tajnych obozach szkoleniowych CIA na terenie kraju. W Stanach Zjednoczonych, pomimo coraz większych pogłosek, prasa zachowywała milczenie. Naciski ze strony władz musiały się okazać niewystarczające ponieważ, wraz ze wzrostem zainteresowania, 10 stycznia 1961 doszło do publikacji New York Timesa artykułu pod dość znaczącym tytułem: „Stany Zjednoczone pomagają szkolić siły przeciwko Castro w tajnej powietrzno-lądowej bazie w Gwatemali”. Do artykułu, opisującego działania USA, dołączona była mapka ukazująca położenie tajnej bazy. Reakcja rządu na te doniesienia była bardzo stonowana, po części ze względu na proces przekazywania władzy prezydenckiej Johnowi F. Kennedy’emu. Na początku 1961 przygotowania do tajnej operacji, nadzorowanej przez Richarda Bissella, stały się tajemnicą poliszynela.
Siły pancerne będące w dyspozycji Castro składały się z czołgów T-34-85, IS-2, oraz dział pancernych SU-100. Wsparcie artyleryjskie zapewniały haubice 122 mm oraz włoskie działa 105 mm. Kubańskie Rewolucyjne Siły Powietrzne (FAR) na swoim wyposażeniu miały bombowce Douglas B-26 Invader, myśliwce Hawker Sea Fury i odrzutowe treningowo-bojowe Lockheed T-33; wszystkie odziedziczone po Fuerza Aérea del Ejército de Cuba (FAEC) – kubańskich siłach powietrznych z czasów rządów Batisty.

## Wywiad Kuby
Kubański aparat bezpieczeństwa wiedział o nadchodzącej inwazji dzięki swoim tajnym sieciom wywiadowczym, rozmowom z członkami brygady oraz doniesieniom z amerykańskich i zagranicznych gazet. Rząd kubański został ostrzeżony przez dwóch wyższych oficerów KGB: Osvaldo Cabrera Sáncheza i „Aragona”; pierwszy z nich zmarł gwałtownie przed, a drugi po inwazji. Ogół kubańskiego społeczeństwa nie był dobrze poinformowany o planowanym powstaniu, jedynym źródłem informacji dla Kubańczyków było finansowane przez CIA i nadające z wysepek Hondurasu Radio Swan. W maju 1960 prawie wszystkie środki komunikacji publicznej na Kubie były w rękach rządu.

## Zaangażowane strony

### Administracja USA
Rekrutacja kubańskich imigrantów w Miami została zorganizowana przez funkcjonariuszy CIA – E. Howarda Hunta i Gerry’ego Drollera. Szczegółowe planowanie, szkolenia i operacje wojskowe zostały przygotowane przez Jakuba Esterline, pułkownika Jacka Hawkinsa i majora Stanleya Beerliego pod kierownictwem Richarda Bissella, którego zastępcą został Tracy Barnes.

### Rząd kubański

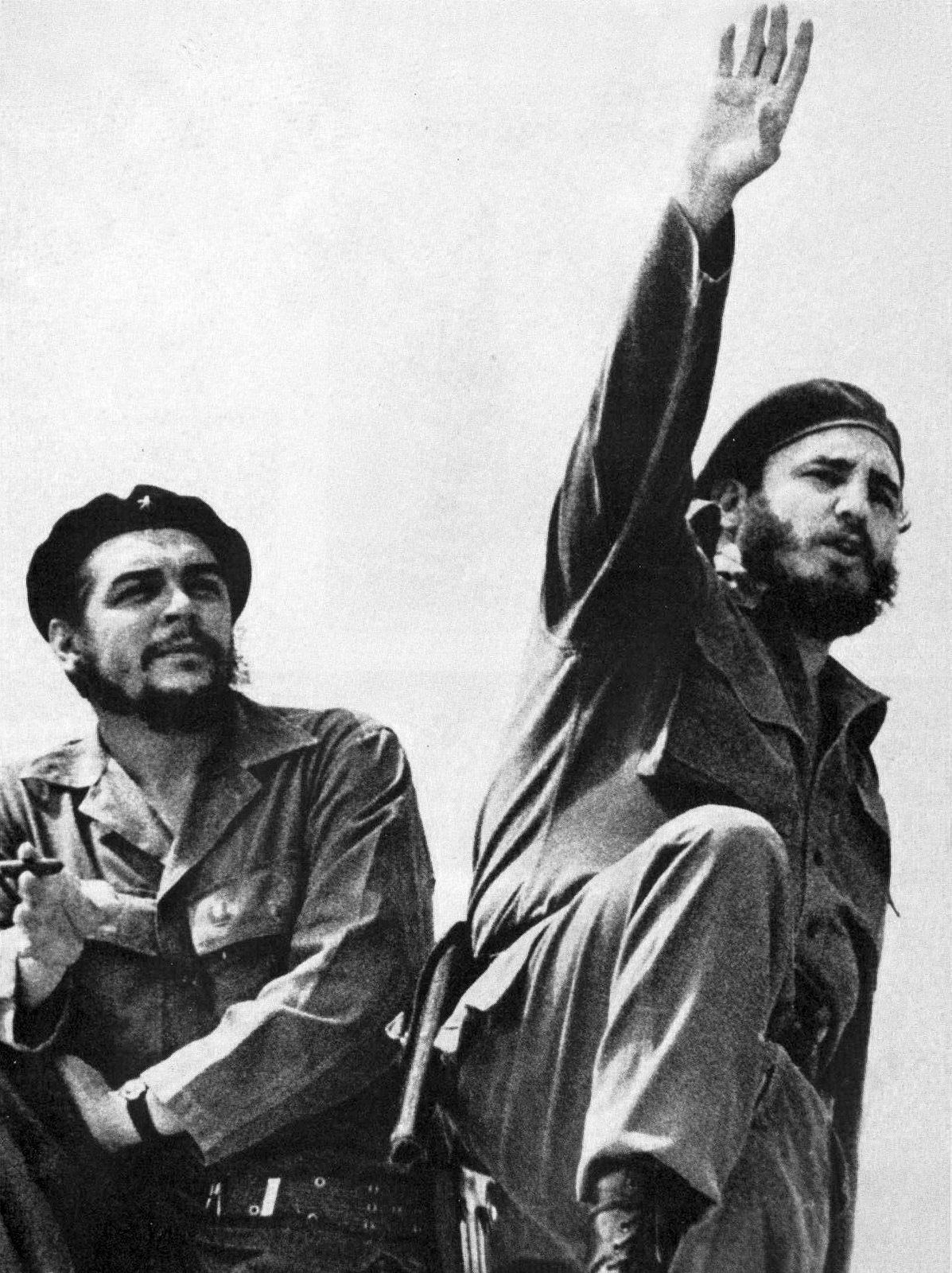
Che Guevara oraz Fidel Castro w 1961

Faktyczne kierownictwo nad obroną wyspy jest przedmiotem sporu, choć większość źródeł powszechnie wskazuje Fidela Castro jako zarządzającego centralnie z Hawany. W ramach przygotowań do inwazji wyspę podzielono na trzy części, siłami na wschodzie wyspy dowodził Raúl Castro, na zachodzie Che Guevara, a w centrum mjr Juan Almeida (jako szef armii w Santa Clara).
Sergio del Valle Jiménez był dyrektorem ds. operacji w Kwaterze Głównej w Hawanie. Orlando Rodriguez Puerta, poprzedni dowódca osobistej straży Fidela Castro, został jednym z dowódców kubańskich sił rządowych w prowincji Matanzas, działających bezpośrednio na północ od strefy walki.
Doradcy wojskowi, wyszkoleni w ZSRR i przywiezieni na Kubę, pochodzili z krajów bloku wschodniego. Część z nich piastowała wysokie stanowiska w Armii Czerwonej w czasie II wojny światowej. Wśród radzieckiej misji wojskowej byli również weterani hiszpańskiej wojny domowej przebywający na Kubie: Francisco Ciutat de Miguel, Enrique Lister i urodzony na Kubie Alberto Bayo. Ciutat de Miguel był znaczącym doradcą kubańskich sił w rejonach centralnych.

## Ruch oporu na Kubie
Po sukcesie rewolucji kubańskiej w styczniu 1959, kontrrewolucyjne grupy partyzanckie powstawały zarówno w miastach, jak i na wsi, szczególnie w górach Escambray, gdzie wojna partyzancka zakończyła się około 1965. Przed inwazją CIA wspierała i dostarczała broń różnorakim grupom partyzanckim. Rebelianci nie zostali uwzględnieni w planach inwazji ze względu na obawy związane z bezpieczeństwem informacji.
3 kwietnia 1961 przeprowadzono zamach bombowy na koszary milicji w Bayamo, zginęło czterech milicjantów, a rannych zostało ośmiu; 6 kwietnia cukrownia Hershey w Matanzas została zniszczona w wyniku sabotażu. 14 kwietnia 1961 partyzanci walczyli z kubańskimi siłami rządowymi w pobliżu Las Cruces, kilku żołnierzy ze strony rządowej zginęło, a część została ranna.

## Preludium inwazji

### 15 kwietnia
W nocy z 14 na 15 kwietnia planowano lądowanie grup dywersyjnych w pobliżu Baracoa, w prowincji Oriente, w sile 164 żołnierzy dowodzonych przez Higinio „Nino” Diaza. Ich macierzysty statek, o nazwie „La Playa” lub „Santa Ana”, wypłynął z Key West pod banderą Kostaryki. Kilka niszczycieli US Navy stacjonowało na morzu w pobliżu zatoki Guantanamo. Łodzie rozpoznawcze po wykryciu działalności kubańskich sił wzdłuż wybrzeża powróciły na statek macierzysty.
O świcie z Santiago de Cuba został wysłany samolot z misją rozpoznawczą w rejon Baracoa. Był to odrzutowiec T-33, pilotowany przez por. Orestesa Acostę. Samolot rozbił się na morzu, prawdopodobnie na skutek zmęczenia pilota lub usterki mechanicznej. 17 kwietnia pojawiły się w Miami błędne doniesienia o dezercji pilota, prawdopodobnie jako dezinformacja ze strony CIA.
Około godziny 6.00 rano czasu lokalnego, osiem bombowców B-26 Invader, podzielonych na trzy grupy, jednocześnie zaatakowało trzy kubańskie lotniska – San Antonio de Los Banos, Ciudad Libertad (dawniej Campo Columbia) w pobliżu Hawany oraz port lotniczy Antonio Maceo w Santiago de Cuba.
W celu dezinformacji bombowce zostały przemalowane w barwy FAR (Fuerza Aérea Revolucionaria) – sił powietrznych rządu kubańskiego. Każdy z nich był uzbrojony w bomby, rakiety i karabiny maszynowe. Samoloty wystartowały z Puerto Cabezas w Nikaragui. Pilotowane były przez kubańskich imigrantów-pilotów z Fuerza Aérea de Liberación (FAL).
Według planu (operacja Puma), w akcji miało wziąć udział 16 bombowców, jednak Kennedy zrażony wielkością operacji zażądał zmniejszenia liczby bombowców. W odpowiedzi na rozkaz prezydenta Bissell zredukował liczbę samolotów do sześciu. Lotnictwo Kuby składało się z czterech średnich bombowców, czterech przestarzałych myśliwców Sea Fury, lecz wystarczających do walki z siłami inwazyjnymi, oraz dwóch samolotów szkolno-bojowych T-33. Jedynymi samolotami odrzutowymi były właśnie T-33, których Stany Zjednoczone nie traktowały jako zagrożenie, błędnie zakładając brak ich uzbrojenia.
Pierwsze bombardowanie nie przyniosło oczekiwanych efektów. Na wszystkich trzech lotniskach zniszczono tylko jedną maszynę bojową oraz kilka samolotów transportowych i pasażerskich, tracąc przy tym jeden bombowiec, zestrzelony przez artylerię przeciwlotniczą.
Aby wywołać fałszywy obraz buntu w kubańskim lotnictwie, jeden z „kubańskich” B-26 wylądował na lotnisku międzynarodowym w Miami. Samolot pilotowany przez Mario Zúñiga różnił się jednak od kubańskich B-26, a prawda została odkryta przez dziennikarzy.

### Reakcje
O 10.30, 15 kwietnia, w siedzibie ONZ, minister spraw zagranicznych Kuby Raúl Roa oskarżył USA o agresywne ataki lotnicze na Kubę. W odpowiedzi na zarzuty Adlai Stevenson (ambasador USA przy ONZ) odpowiedział, że amerykańskie siły zbrojne nie będą interweniować na Kubie „pod żadnym pozorem” oraz zapewnił, że Stany Zjednoczone zrobią wszystko w swojej mocy, aby ich obywatele nie uczestniczyli w działaniach przeciwko Kubie. Stwierdził też, że to kubańscy buntownicy przeprowadzili ataki tego dnia, przedstawiając zdjęcie kubańskiego samolotu na lotnisku w Miami. Stevenson był później zakłopotany, gdy zdał sobie sprawę, że CIA okłamała jego i Deana Ruska, sekretarza stanu.
Tego samego dnia policja i siły bezpieczeństwa Kuby rozpoczęły masowe aresztowania osób podejrzanych o antyrewolucyjne poglądy. Aresztantów przetrzymywano m.in. w fosie fortecy La Cabaña oraz na stadionie baseballowym w Matanzas.

### 16 kwietnia
W nocy z 15 na 16 kwietnia doszło do drugiej nieudanej próby lądowania grupy dywersyjnej Diaza w pobliżu Baracoa.
Tego samego dnia, Merardo Leon, Jose Leon oraz 14 innych osób próbowało wzniecić zbrojne powstanie w Las Villas; akcja ta zakończyła się niepowodzeniem, przetrwało ją tylko czterech inicjatorów rebelii.
W następstwie ataków lotniczych na lotniska 15 kwietnia, FAR rozpoczęła przygotowania do konfliktu. Do akcji przygotowano myśliwce T-33, cztery Sea Fury i pięć lub sześć B-26. CIA nie udało się odkryć, że T-33 są już od dawna uzbrojone w karabiny maszynowe. Myśliwce Sea Fury i bombowce B-26 były przystosowane do bombardowań, w tym do ataków na statki i czołgi.
Brak dodatkowych ataków na kubańskie lotniska był spowodowany przesadnymi doniesieniami pilotów na temat zniszczeń powstałych 15 kwietnia. Dopiero zdjęcia lotnicze zrobione przez samoloty U-2 16 kwietnia pokazały, jak niewielkie straty spowodował nalot. Wieczorem tego samego dnia prezydent Kennedy nakazał przerwanie nalotów planowanych o świcie 17 kwietnia, z obawy o coraz większe zaangażowanie USA.
Pod koniec dnia flota inwazyjna zebrała się w punkcie zbiorczym „Zulu”, około 65 km (40 mil) na południe od Kuby. Flota wypłynęła z Puerto Cabezas w Nikaragui z żołnierzami na pokładzie, gdzie po załadowaniu broni i zaopatrzenia w Nowym Orleanie wyruszyła w kierunku Kuby. Otrzymała na czas operacji nazwę kodową „Cuban Expeditionary Force – Kubańskie siły ekspedycyjne” (CEF).
W jej skład wchodziło pięć 2400-tonowych frachtowców wyczarterowanych przez CIA od Garcia Line, uzbrojonych w działka przeciwlotnicze. Cztery pośród nich – „Houston” (kryptonim Aguja), „Rio Escondido” (kryptonim Balena), „Caribe” (kryptonim Sardina) i „Atlantico” (kryptonim Tiburon) miało przetransportować w miejsce inwazji około 1400 żołnierzy podzielonych na siedem batalionów wraz z uzbrojeniem. Piąty frachtowiec, „Lake Charles”, miał na swoim pokładzie zaopatrzenie oraz część personelu operacji 40. Frachtowce pływały pod banderami Liberii. Towarzyszące im dwie jednostki desantowe zostały „kupione” od Zapata Corporation (firmy silnie powiązanej z CIA), wcześniej zostały wyposażone w ciężkie uzbrojenie w Key West i przeznaczone do ćwiczeń na wyspie Vieques.
Okręty CEF były eskortowane do punktu Zulu przez niszczyciele US Navy – USS „Bache”, USS „Beale”, USS „Conway”, USS „Cony”, USS „Eaton”, USS „Murray”, USS „Waller”. W rejonie Kajmanów stacjonowała grupa zadaniowa (Task Force), składająca się z lotniskowca USS „Essex”, niszczycieli USS „Hank”, USS „John W. Weeks”, USS „Purdy”, USS „Wren” oraz okrętów podwodnych USS „Cobbler” i „Threadfin”.
W punkcie Zulu siedem statków CEF odłączyło się od eskorty, z wyjątkiem „San Marcos”, który odłączył się po osiągnięciu przez flotę inwazyjną odległości 5 km od kubańskich wód terytorialnych.

## Inwazja

### 17 kwietnia
W nocy z 16 na 17 kwietnia agenci CIA zorganizowali fałszywe lądowanie w pobliżu Bahia Honda, w prowincji Pinar del Río. Flotylla małych statków holujących tratwy miała na pokładzie urządzenia nadawcze oraz inne pozorujące desant. Pozorowana inwazja miała za zadanie odciągnąć uwagę i siły kubańskie od prawdziwej akcji w Zatoce Świń.
Około 00.00, 17 kwietnia 1961, dwie łodzie desantowe „Blagar” i „Barbara J.”, każda z oficerem operacyjnym CIA i pięcioma płetwonurkami, weszły do Zatoki Świń (Bahia de Cochinos). Prowadziły one cztery statki transportowe („Houston”, „Rio Escondido”, „Caribe” i „Atlántico”), przewożące około 1400 żołnierzy Brygady 2506 wraz z czołgami na barkach desantowych. Na około 1.00, „Blagar”, jako okręt dowodzenia wydał rozkaz głównego lądowania na Playa Girón (Blue Beach).
„Barbara J.” poprowadziła transportowiec „Houston”, 35 km na północny zachód do Playa Larga (Red Beach), gdzie przy użyciu małych łodzi z włókna szklanego miał się odbyć desant. Rozładunek żołnierzy w nocy został jednak opóźniony z powodu awarii silnika i samych łodzi desantowych uszkodzonych przez rafy koralowe.
Pierwszą osobą, która wylądowała na lądzie (ok. godziny 2.00), był agent CIA i to pomimo zakazu brania udziału w desancie, wydanego przez prezydenta personelowi amerykańskiemu. Zwiad został dostrzeżony przez posterunek obserwacyjny, doszło do starcia z oddziałem milicji. Zwiad podczas desantu dostrzegł rafy koralowe, ale w powstałym zamieszaniu nie poinformowano o tym reszty sił, przez co kilka okrętów desantowych zostało poważnie uszkodzonych i utknęło na podwodnych przeszkodach. Rafy koralowe, potyczki z milicją oraz problemy z silnikami mniejszych łodzi spowodowały opóźnienie, przez które flota inwazyjna pozostała w okolicach zatoki aż do świtu.
Nad ranem, około godziny 6.30, samoloty FAR – Sea Fury, B-26 oraz T-33 rozpoczęły atak na siły inwazyjne. Około 6.50, 8 km na południe od Playa Larga, „Houston” został poważnie uszkodzony przez atak rakietowy Sea Fury, a dwie godziny później osiadł na mieliźnie na zachodnim brzegu zatoki. Około 270 żołnierzom udało się dostać na brzeg, a dalszych 180 mężczyzn utonęło lub nie było zdolnych do dalszych działań. Pozostałe dwa frachtowce z zaopatrzeniem i amunicją w obawie przed kubańskim lotnictwem szybko zaczęły się oddalać od miejsca desantu. „Caribe” odpłynął na zbyt dużą odległość, aby wrócić na czas w rejon desantu, a „Atlantico” w obawie przed zatopieniem zaniechał wyładunku. Sama kontrola przestrzeni powietrznej przez lotnictwo Kuby pozbawiła już na samym początku inwazji Brygadę 2506 1/10 zapasów amunicji.
O 7.00 rano dwa bombowce B-26 FAL-u zatopiły patrolowiec kubańskiej marynarki „Baire” (były amerykański PC-790) w doku w Nueva Gerona na wyspie Isla de la Juventud. Następnie dołączyły do dwóch innych B-26 w ataku na kubańskie wojska lądowe i lotnicze, osłaniając w ten sposób desant powietrzny z C-46 i statki CEF przed atakiem z powietrza.
O 7.30 rano pięć C-46 i jeden C-54 rozpoczęły zrzut 177 spadochroniarzy z batalionu powietrznodesantowego Brygady 2506 (operacja „Falcon”). Około 30 żołnierzy wraz z ciężkim sprzętem zrzucono na południe od cukrowni „Australia”, w pobliżu drogi do Palpite i Playa Larga. Jednak sprzęt zatonął na bagnach, a żołnierzom nie udało się zablokować drogi. Inne oddziały zrzucono na San Blas, na Jocuma między Covadonga i San Blas i na Horquitas pomiędzy Yaguaramas i San Blas. Oddziałom tym udało się blokować drogi przez dwa dni, przy wzmocnieniu ze strony sił z Playa Girón.
Około 8.30 myśliwiec FAR, Sea Fury, pilotowany przez Carlosa Ulloa Arauza, rozbił się w Zatoce, prawdopodobnie strącony ogniem przeciwlotniczym. O 9.00 kubańskie wojsko i milicja zaczęło ściągać w rejon cukrowni Australia, Covadonga i Yaguaramas. O 9.30, myśliwce FAR zaatakowały „Rio Escondido” i zatopiły go około 3 kilometry na południe od Girón. W jego ładowniach znajdowały się m.in. środki łączności i zapas amunicji na dziesięć dni walki.
O 11.00 myśliwce T-33 FAR-u zaatakowały bombowiec B-26 pilotowany przez Matiasa Fernandeza, w wyniku ataku śmierć poniósł nawigator, Eduardo Gonzales. Dwa pozostałe frachtowce, „Caribe” i „Atlántico” oraz łodzie CIA rozpoczęły odwrót na południe, wciąż ostrzeliwane przez lotnictwo FAR. O 12.00, „Blagar” zestrzelił kubański bombowiec B-26, pilot Luis Silva Tablada oraz trzyosobowa załoga zaginęli.
Do godziny 12.00 setki milicjantów z Matanzas zabezpieczyło Palpite i ostrożnie maszerowało z południa w kierunku Playa Larga, będąc pod ciężkim ostrzałem bombowców FAL-u. O zmierzchu, inne kubańskie siły stopniowo zbliżały się od południa oraz południowego zachodu, zmierzając w kierunku San Blas i wzdłuż zachodniego wybrzeża do Girón. O 16.00 Fidel Castro pojawił się w cukrowni „Australia”, dołączając do dowodzącego obroną José Ramóna Fernándeza.
17 kwietnia został złapany również Osvaldo Ramirez (wówczas szef rebelianckich oddziałów antycastrowskich) w Aromas de Velázquez i natychmiast stracony.
O 21.00 doszło do nieudanego nocnego ataku powietrznego bombowców FAL-u na lotnisko San Antonio de Los Banos, misja zakończyła się niepowodzeniem, prawdopodobnie z powodu niekompetencji i złej pogody. Dwa inne B-26 przerwały misje po starcie. Niektóre źródła twierdzą, że powstały dym nad miejscami starć mógł być wygodnym pretekstem do meldowania o „słabej widoczności” i przerwaniu misji.
W sumie pierwszego dnia w rejon inwazji przybyło pięć batalionów piechoty wraz z baterią moździerzy. Nocą dotarły również czołgi, baterie haubic 122 mm oraz artyleria przeciwlotnicza. Dużym problemem dla wojsk kubańskich było lotnictwo FAL-u wspierające Brygadę 2506, które początkowo zadawało duże straty kolumnom żołnierzy na drogach i skutecznie powstrzymało pierwsze ataki na rebelianckie wojska.

### 18 kwietnia
Tego dnia na plaży Playa Larga doszło do największej bitwy inwazji, znanej pod nazwą „Bitwy o Rotundę”. Około 370 okopanych żołnierzy brygady, przy wsparciu moździerzy i dwóch czołgów walczyło przeciwko 2 tys. żołnierzy Castro osłanianych przez czołgi. Około godz. 10.30 po zaciętej walce siły kubańskie przejęły Playa Larga, spychając pozbawionych amunicji rebeliantów w kierunku Playa Giron. W starciu miało zginąć ok. 500 żołnierzy Castro, a blisko 1000 zostać rannych.
O 17.00 sześć bombowców FAL-u zbombardowało kubańską kolumnę złożoną m.in. z 12 autobusów cywilnych, na południowy wschód od Playa Larga i Punta Perdiz. Autobusy, przewożące cywilów, milicjantów, policjantów i żołnierzy zostały zaatakowane napalmem oraz rakietami; atak spowodował ciężkie straty w konwoju. Dwa B-26 były pilotowane przez zakontraktowanych pilotów CIA, natomiast pozostała czwórka przez pilotów z Brygady 2506. Po ataku konwój został ponownie uformowany i wyruszył w kierunku Punta Perdiz, położonego około 11 km na północny zachód od Giron.
Pod koniec dnia położenie Brygady 2506 stawało się coraz bardziej dramatyczne, brak odpowiedniego wsparcia lotniczego oraz amunicji stawiał siły inwazyjne w beznadziejnej sytuacji. W rejon Zatoki Świń zmierzało 20 tysięcy żołnierzy kubańskich, wspieranych przez artylerię, czołgi i lotnictwo. Oczekiwania na wybuch powstania zbrojnego mającego wspomóc inwazję były nierealne. Ruch oporu działający na Kubie nie został poinformowany o terminie inwazji, dodatkowo w dniu desantu aresztowano 200 tys. osób podejrzanych o kontakty z opozycją.
W międzyczasie pilot Mario Zúñiga („dezerter” który wylądował na lotnisku w Miami) oraz nawigator Oscar Vega powrócili do Puerto Cabezas, przetransportowani przez CIA samolotem C-54.

### 19 kwietnia
Finalna misja powietrzna (o nazwie kodowej „Mad Dog Flight”) wykonana została przez pięć B-26, z których cztery były obsługiwane przez amerykańskich pilotów z Gwardii Narodowej Alabamy. Siły kubańskie składające się z jednego Sea Fury (pilotowanego przez Douglasa Rudda) oraz dwóch odrzutowców T-33 (pilotowanych przez Rafaela del Pino i Alvaro Prendesa) zestrzeliły dwa B-26, zabijając tym samym czterech amerykańskich lotników.
Jeden z C-46 wylądował na lotnisku w Girón, zajętym przez brygadę 2506. Dostarczył broń i amunicję oraz ewakuował Matiasa Fernandeza, pilota B-26, który awaryjnie lądował w Girón 17 kwietnia.
Wykonywane były również patrole bojowe przez samoloty myśliwsko-szturmowe A-4 Skyhawk, startujące z lotniskowca USS „Essex”. Samoloty były pozbawione oznaczeń. Loty miały podnieść morale żołnierzy i pilotów Brygady oraz działać deprymująco na kubańskie wojska. Piloci mieli rozkaz nieangażowania się bezpośrednio w walkach.
W wyniku natarcia sił rządowych Brygada 2506 została zmuszona do wycofania się na plażę.
Po południu niszczyciele USS „Eaton” (kryptonim Santiago) i USS „Murray” (kryptonim Tampico) wpłynęły do Zatoki, aby ewakuować uciekających żołnierzy Brygady z plaży. Zacięta walka o Playa Girón zakończyła się o godzinie 17.00, kiedy to poddały się pierwsze grupy emigrantów. Pół godziny później zorganizowany opór ustał. Do niewoli dostało się 1189 członków Brygady 2506. 114 zginęło, a około 150 nie zdołało wylądować lub wycofało się.

### Po 19 kwietnia
Od 19 kwietnia do ok. 22 kwietnia prowadzone były loty rozpoznawcze przez samoloty A-4 Skyhawk nad obszarem walk. W lotach uczestniczyły również samoloty Douglas A-1 Skyraider z USS „Essex” lub innego lotniskowca, np. z USS „Shangri-La”, który przebywał w pobliżu Kajmanów.
21 kwietnia USS „Eaton” i USS „Murray” dołączyły do niszczycieli USS „Conway” i USS „Cony” oraz samolotu CIA PBY Catalina w poszukiwaniu ocalałych członków Brygady. Uratowano 24–30 żołnierzy.

## Następstwa

### Straty
Straty wśród lotników wyniosły w okresie od 15 kwietnia do 19 kwietnia 6 kubańskich pilotów, 10 pilotów z brygady 2506 oraz 4 lotników USA.
Walki ostatecznie zakończyły się 21 kwietnia 1961, 114 bojowników z brygady 2506 zostało zabitych w akcji, reszta została wzięta do niewoli. Złapano także dwóch Amerykanów, których stracono. Kubańskie straty w Zatoce Świń są trudniejsze do oszacowania. Liczone są zwykle w tysiącach. Wymienia się od 4000 do 5000 zabitych. Humberto Fontova mówi o ponad 2200 zabitych[niewiarygodne źródło?].
W 1979 ciało kpt. Thomasa Willarda Raya z Gwardii Narodowej Alabamy zostało zwrócone rodzinie. W 1990 CIA przyznała mu pośmiertnie najwyższe odznaczenie, Intelligence Star.

### Więźniowie
18 kwietnia 1961 co najmniej siedmiu Kubańczyków oraz dwóch agentów CIA (Angus K. McNair i Howard F. Anderson) zostali straceni w prowincji Pinar del Rio. 20 kwietnia, Humberto Sori Marina został stracony w forcie La Cabaña. Został aresztowany 18 marca przy próbie przemytu 14 ton materiałów wybuchowych. Jego współpracownicy, Rogelio Gonzalez Corzo (alias „Francisco Gutierrez”), Rafael Diaz Hanscom, Eufemio Fernandez, Arturo Hernandez Tellaheche i Manuel Lorenzo Puig Miyar zostali również straceni.
W okresie od kwietnia do października 1961 doszło do setek egzekucji w odpowiedzi na inwazję. Odbywały się one w różnych więzieniach, w szczególności w forcie La Cabaña i zamku El Morro, XVIII-wiecznej hiszpańskiej budowli, broniącej portu Hawany od strony morza.
Złapanych członków Brygady 2506 przetransportowano do Hawany w szczelnie zamkniętych ciężarówkach, w wyniku czego dziewięciu jeńców udusiło się. W maju 1961 Fidel Castro zaproponował wymianę ocalałych jeńców na 500 dużych ciągników rolniczych. Później cena wzrosła do 28 milionów dolarów. 8 września 1961 14 jeńców zostało skazanych za tortury, zabójstwa i inne poważne przestępstwa popełnione na Kubie przed inwazją, pięciu stracono, a dziewięciu otrzymało wyroki 30-letniego więzienia. 29 marca, 1179 mężczyzn postawiono przed sądem za zdradę. 7 kwietnia 1962 wszyscy zostali skazani na 30 lat więzienia. 14 kwietnia 1962 60 rannych i chorych więźniów zostało przekazanych USA.
21 grudnia 1962 Fidel Castro oraz James B. Donovan podpisali porozumienie o wymianie więźniów w zamian za żywność i leki o wartości 53 mln dolarów; pieniądze zostały zgromadzone poprzez darowizny. 24 grudnia 1962 część jeńców została przewieziona samolotem do Miami, reszta podróżowała statkiem. Dodatkowo około 1000 rodzin otrzymało możliwość wyjazdu z Kuby. 29 grudnia 1962 prezydent Kennedy uczestniczył w ceremonii powitania weteranów Brygady 2506 w Miami na Florydzie.

## Reperkusje polityczne

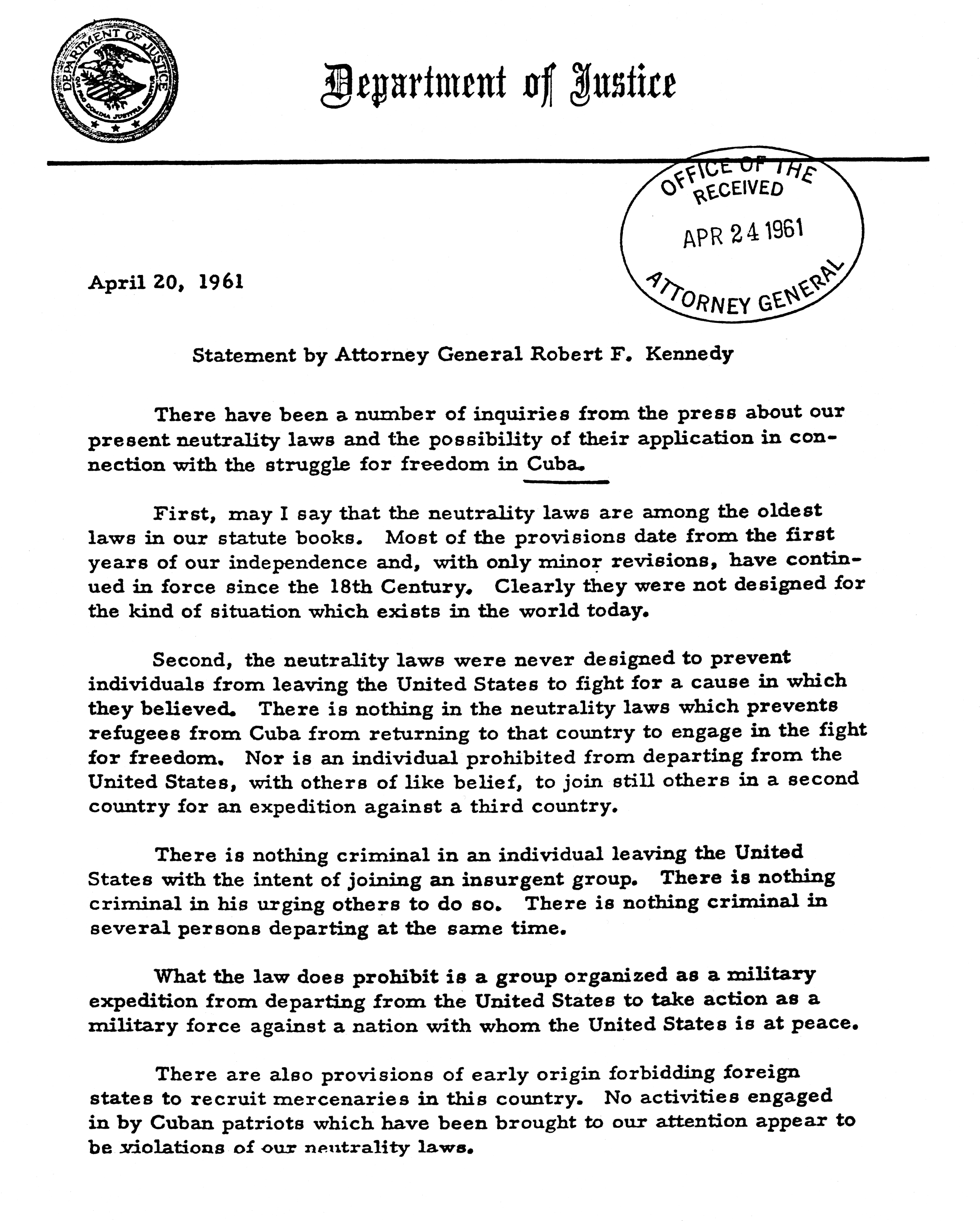
Robert F. Kennedy – Statement on Cuba and Neutrality Laws, 20 kwietnia, 1961

Nieudana inwazja wprawiła w poważne zakłopotanie administrację Kennedy’ego. W wyniku porażki dyrektor CIA  Allen Dulles, zastępca dyrektora CIA Charles Cabell oraz zastępca dyrektora ds. operacji Richard Bissell zostali zdymisjonowani.
W sierpniu 1961, podczas konferencji gospodarczej Organizacji Państw Amerykańskich w Punta del Este w Urugwaju, Che Guevara przesłał notatkę do Kennedy’ego poprzez Richarda N. Goodwina, młodego sekretarza Białego Domu. Treść notatki brzmiała: „Dziękuję za Zatokę Świń. Przed inwazją rewolucja była słaba. Teraz jest silniejsza niż kiedykolwiek”.

## Reakcja społeczności międzynarodowej
Rząd Kuby, wiedząc o przygotowaniach do inwazji, złożył wniosek oskarżający USA o agresywne zamiary wobec Kuby. Wielokrotnie odkładane posiedzenie Zgromadzenia Ogólnego ONZ w sprawie wniosku zaplanowano na 17 kwietnia 1961. Jednak 15 kwietnia bombowce CIA, w ramach operacji „Pluto”, zaatakowały kubańskie lotniska. Następnego dnia minister spraw zagranicznych Kuby, Raúl Roa zażądał w ONZ zwołania nadzwyczajnej sesji Zgromadzenia Ogólnego dla rozpatrzenia tej sprawy. W odpowiedzi zaplanowano na wieczór tego samego dnia nadzwyczajne zebranie Komitetu Politycznego ONZ. Podczas zebrania, Adlai Stevenson – ambasador USA w ONZ – bronił stanowiska swojego kraju, pokazując zdjęcia rzekomo porwanego samolotu. Nikt nie poinformował Stevensona o prawdziwym przebiegu incydentu i szeroko znany ambasador nieświadomie skompromitował się.
18 kwietnia, już po rozpoczęciu inwazji, członkowie delegacji Związku Radzieckiego zaproponowali Komisji Politycznej ONZ rezolucję wzywającą do potępienia USA oraz innych państw „na których terytoriach formują się, szkolą i uzbrajają bandy kontrrewolucyjne”. Dodatkowo wzywano w niej do powstrzymania się od wspierania owych formacji i apelowano o udzielenie Kubie niezbędnej pomocy.
21 kwietnia 1961, podczas XV sesji Zgromadzenia Ogólnego ONZ uchwalono rezolucję, w której wyrażono zaniepokojenie zaistniałą sytuacją.
Inwazja silnie zaniepokoiła Nikitę Chruszczowa. 18 kwietnia wystosował w tej sprawie list do prezydenta Kennedy’ego. List zawierał oskarżenia pod adresem USA oraz zawierał oświadczenie o udzieleniu wszelkiej pomocy narodowi kubańskiemu i jego rządowi ze strony ZSRR.
Jeszcze tego samego dnia Kennedy odpowiedział na list Chruszczowa. Zauważył, że wydarzenia na Kubie są konsekwencją niemożności znoszenia przez Kubańczyków braku wolności oraz standardów demokratycznych. Zapewnił, że Stany Zjednoczone nie zamierzają dokonywać wojskowej interwencji na Kubie. Chruszczow odpowiedział 22 kwietnia, ponownie oskarżył USA o agresję i hipokryzję oraz podtrzymywał zajęte wcześniej stanowisko.
Szersze działania dyplomatyczne nie zdążyły się rozwinąć na większą skalę, ze względu na szybką klęskę inwazji, całkowicie kompromitującą Stany Zjednoczone.

## Późniejsza analiza

### Raport CIA
CIA przygotowała szczegółowy wewnętrzny raport, który za przyczynę niepowodzenia inwazji wskazywał wewnętrzną niekompetencję. Błędy wskazane przez CIA i innych amerykańskich analityków, które przyczyniły się do klęski:
- fałszywe przekonanie o możliwości wycofania się w góry przez oddziały rebeliantów, aby prowadzić tam wojnę partyzancką, w razie przegranej bitwy podczas inwazji. Góry były zbyt daleko, by można było tam dotrzeć na piechotę, a wojska zostały rozmieszczone w pobliżu bagien, gdzie z łatwością mogły zostać otoczone.

- pewność, że zaangażowanie Stanów Zjednoczonych uda się ukryć,

- wiara, że Kubańczycy będą wdzięczni za uwolnienie od Fidela Castro oraz szybko przystąpią do zbrojnej rebelii. Planów tych nie udało się urzeczywistnić, wiele tysięcy osób aresztowano, część jeszcze przed inwazją. Inwazja przyczyniła się do zwiększenia poparcia dla rządów Fidela Castro.

Przekonanie CIA co do wybuchu kubańskiego powstania przeciwko Castro opierało się na bardzo słabych przesłankach od nielicznych siatek szpiegowskich na Kubie. Kontrwywiad kubański, wyszkolony przez specjalistów z bloku wschodniego, przeniknął większość grup oporu. Z tego powodu niemal wszystkie informacje, które pochodziły od imigrantów oraz uciekinierów były w odpowiedni sposób spreparowane.

### Wpływ na Kubę
Inwazja jest często krytykowana za przysporzenie Castro jeszcze większej popularności. Po początkowych atakach na kubańskie lotniska Castro oświadczył, że rewolucja na Kubie jest „marksistowsko-leninowska”. Po inwazji doszło do zacieśnienia stosunków z ZSRR – wydarzenia te częściowo doprowadziły do wybuchu półtora roku później kryzysu kubańskiego. Castro mający narastające przekonanie o możliwości dalszych interwencji USA, stawał się coraz bardziej podatny na sugestie instalacji radzieckiej broni jądrowej na Kubie.

## Kultura popularna

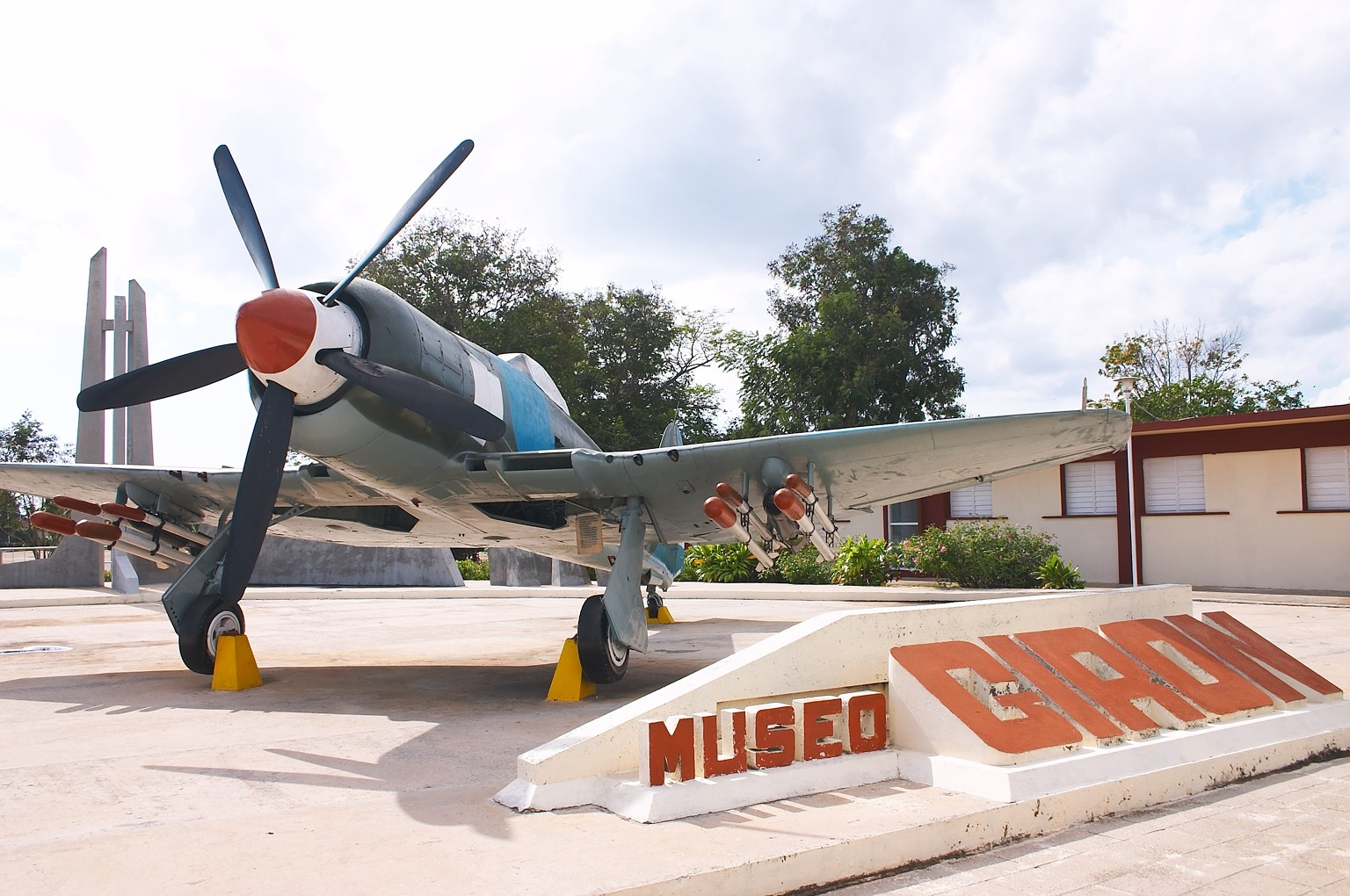
Samolot Hawker Sea Fury w Playa Giron Museum

Akcja powieści American Tabloid, autorstwa Jamesa Ellroya, toczy się w fikcyjnych kręgach odpowiedzialnych za przygotowanie inwazji. W książce prezydent John F. Kennedy zostaje zamordowany przez organizatorów inwazji z powodu niewyrażenia zgody na wsparcie powietrzne rebeliantów.
Inwazja odgrywa istotną rolę w na wpół historycznym filmie z 2006 – Dobry agent.
Piosenka Bay of Pigs grupy groove metalowej Machine Head jest związana z wydarzeniami na Kubie.
Inwazja została ukazana również jako jedna z misji w komputerowej grze FPS – Call of Duty: Black Ops.
Marką Girón oznaczano autobusy produkowane w latach 70.-90. w Hawanie.

## Playa Girón dzisiaj
Wzdłuż dróg wiodących z północy w stronę Zatoki znajdują się pomniki z hasłem – „Kuba żyje”. Przy wjeździe do niedalekiej miejscowości znajduje się cytat Castro na temat inwazji – „Pierwsza porażka jankeskiego imperializmu”. Zorganizowano również muzeum, w którym są zdjęcia, broń, mapy oraz większe eksponaty.